# Immanuel Kant (Komödie)
Immanuel Kant ist ein Theaterstück des österreichischen Schriftstellers Thomas Bernhard aus dem Jahr 1978. Die Uraufführung fand am 15. April 1978 unter der Regie von Claus Peymann am Staatstheater Stuttgart statt.

## Handlung
Thomas Bernhards fiktiver Immanuel Kant reist mit seiner Frau, seinem Diener Ernst Ludwig und seinem Papagei Friedrich über den Atlantik nach New York. An der Columbia University soll ihm der Ehrendoktortitel verliehen werden. Der alternde Philosoph ist am Grauen Star erkrankt und beinahe ganz erblindet. Da die Columbia University die besten Augenärzte der Welt vorzuweisen hat, ist das Ziel der Reise nicht nur die Ehrung Kants, sondern auch die Rückgewinnung seiner Sehkraft. Außerdem will Kant den Vereinigten Staaten von Amerika das „Licht der Vernunft“ bringen.
Mit ihm an Bord sind der Kunstsammler Sonnenschein, ein Kardinal, ein alter Admiral und eine Millionärin, die die Hebung der Titanic betreibt.
Das Stück ist in bleibende Örtlichkeiten gegliedert. Vorderdeck, Mitteldeck und Hinterdeck bilden den festen Rahmen der Handlung.
In der Vorderdeckszene sind Kants Frau (die er im wirklichen Leben nie hatte) und der Diener Ernst Ludwig, ständig um das Wohlbefinden des Philosophen bemüht. Dem Papagei Friedrich gilt Kants ganze Aufmerksamkeit. Seine Fähigkeit, alle Vorlesungen Kants wiederzugeben, macht ihn unentbehrlich für den Philosophen.
Die Mitteldeckszene ist bestimmt durch das Auftreten der Millionärin und den gescheiterten Versuch Kants, eine Vorlesung auf hoher See zu halten. Die Hinterdeckszene spielt während des Abendessens, an dem alle Hauptfiguren des Stücks teilnehmen.
In der letzten Szene wird Immanuel Kant im Hafen von New York nicht – wie erwartet – vom Komitee der Universität, sondern von Irrenärzten und Krankenpflegern in Empfang genommen.

## Interpretation
Bernhard nimmt in einem Interview Stellung zur Grundidee des Stückes. Er zeige darin „eine Gesellschaft auf hoher See“, die ständig von der Zerstörung bedroht sei, weil „alles [...] immer untergehen“ könne. „Diese Gesellschaft ist eben auf der Oberfläche und bringt dann diesen Nörgler Kant, der ein Verrückter ist, wie alle großen Philosophen, [...] um.“
Er wird von dieser Gesellschaft aufgenommen, die aus Typen des europäischen Großbürgertums zusammengesetzt ist, jenen Typen, welche die rationale Aufklärung hervorgebracht hat.
Die Bedürfnisse des fiktiven Kant, die penible Einhaltung der Ordnung, das Schwinden seiner Geisteskräfte und die Angst vorm Erblinden fügen sich in Bernhards Modell von der Lächerlichkeit aller geistigen Höhenflüge angesichts der Hinfälligkeit des Körpers.
„Besonders interessant ist das Geistestrio, das von Kant, seinem Diener Ernst Ludwig und seinem Papagei Friedrich gebildet wird. Ernst Ludwig, dessen rechter Arm vom Schleppen des Papageienkäfigs dicker ist als der linke, repräsentiert durch die körperliche Deformation als Folge der Funktion, die er ausfüllt, dasselbe arbeitsteilige Spezialistentum wie ‚Kant‘. Dieser stellt den ‚Kopf‘, jener die ‚Arme‘.“
Kants Papagei trägt nicht unabsichtlich den Namen Friedrich, der zu Zeiten des historischen Kant, König und einer der exponiertesten Herrscher war. Er war es, der die Ideen der Aufklärung für machtpolitische Zwecke instrumentalisierte. Wie der König plappert auch der Papagei den Grundsatz aufklärerischer Ethik „imperativ“ nach. Was bleibt, ist eine ihres Inhalts beraubte, nun einhämmernde Phrase, eine grammatische Befehlsform.

## Stilistik

### Wiederholungen
Besonders typisch für Bernhard und auch in Immanuel Kant vertreten sind Wiederholungen von Worten und Satzstrukturen (Anapher, Parallelismus).
Jedes Mal, wenn der Schiffssteward auftritt, meldet er Windrichtung („Westnordwest“) und Maschinenleistung („Volle Kraft voraus“).
„In der zeitgenössischen Literatur ist Thomas Bernhard der erste, der die stilistischen und kompositionellen Möglichkeiten der Wiederholung neuentdeckt und derart intensiv wie extensiv nutzt.“

### Wortspiele
Zu Beginn des Stücks wird mehrfach auf eine einzuhaltende Ideallinie hingewiesen, die Kant herstellen möchte. Der Steward weist darauf hin, dass die Ideallinie eingehalten werde. Kants Frau bittet aber den Diener Ernst Ludwig, den Papagei Friedrich in die Nähe ihres Mannes zu stellen, damit dieser seine Ideallinie einhalten kann. Zuerst verbindet man den Ausdruck mit der Windrichtung, der Ausrichtung von Kants Klappstuhl oder im Falle des Stewards mit der „Ordnung auf hoher See“. „Die Ideallinie scheint aber nicht allein eine bestimmte Stellung im Raum zu bezeichnen, sondern auch eine psychisch-intellektuelle Ausrichtung, die Kant nur in ausreichender Nähe seinen Papageis zu erlangen vermag.“
Im Unterschied zur reinen Wortwiederholung, tritt hier ein Begriff in verschiedenen Bedeutungen auf und wird zum übergeordneten Begriff.